# Њива
Њива (или ораница) је врста обрадивог земљишта која се користи за потребе ратарства. Служе за узгајање култивисаних врста биљака — житарице и индустријског биља. У Србији највећи број ораница се налази у Војводини и по котлинским и низијским пределима.
Многе фарме имају границу поља, обично сачињену од траке жбуња и вегетације, која се користи за обезбеђивање хране и покривача неопходних за опстанак дивљих животиња. Утврђено је да ове границе могу довести до повећања разноврсности животиња и биљака у околини, али у неким случајевима и до смањења приноса усева.

## Ограђени пашњак
На аустралијском и новозеландском енглеском, свако пољопривредно поље се може назвати падок, посебно ако је за чување оваца или говеда. Ако се ту напаса стока, простор се може назвати run, нпр. sheep run; cattle run. Термин падок се прецизније користи у сточарству за систем у којем је пашњак подељен на мале површине, падоке, а стока пасе сваки оград за кратко време. Системи за испашу на пашњацима могу бити пројектовани са, на пример, 6 или 11 пашњака који се користе у ротацији.
Падок је нормално ограђен, обично жицом, и често дефинисан својим природним границама, или се на други начин сматра различитим. Задњи падок је мањи терен који се налази даље од сеоске куће; углавном је земљиште слабијег квалитета. Еквивалентни концепт у Северној Америци и Великој Британији је пашњак.
Сматра се да у Аустралији ова реч има своје садашње значење најмање од 1807. године, а на Новом Зеланду од најмање 1842. године. Међутим, енглеско значење речи „поље“ коришћено је раније у Аустралији и још увек се повремено користи. Слично, ливада је била у раној употреби и појавила се касније, на пример, 2004. године. Поље остаје у редовној употреби у Аустралазији у изразима као што су фудбалско поље и Дан поља.
У новом стилу интензивне пољопривреде развијеном у Северној Америци, падок је мали (можда 1 јутро) привремени део пашњака направљен са електричном оградом, који се интензивно испаса један дан, а затим оставља да се одмара можда 80 дана или више.

## Галерија слика
- Орање њиве.
- Поље сунцокрета у Кардејону, Шпанија (2012)
- Поље уљане репице у Карколи, Финска (2010)
- Зелено поље или падок са стоком у Херефорду
- Летње поље
- Пролећна поља са дрвећем, Мајорка, Шпанија, 2004
- Комбајн на пољу, Порнајнен, Финска, 2016
- Засијане њиве у отвореном пољском систему ратарства
- Пшенично поље под облачним небом, Винсент ван Гог, јул 1890
- Поље пиринча